# Stafhouder
Een stafhouder of stafhoudster is het hoofd van een balie van advocaten in België.

## Geschiedenis
Onder Filips IV de Schone kwam in 1302 een 'Orde van advocaten' of 'Balie van advocaten' tot stand. Onder Filips VI (tussen 1328-1350) werd een 'tableau van advocaten', ook 'rol' genoemd, opgesteld. Aan het hoofd van een balie stond een deken.
Naast de professionele beroepsvereniging bestond aan de meeste balies ook een liefdadige confrérie, die werd geleid door een 'stafhouder', zo genaamd omdat hij in de processies en op bijeenkomsten voorop liep en de 'stok' of 'staf' hield met de beeltenis van de patroonheilige.
Later ontstond de gewoonte dat wie aan het hoofd van de confrérie stond, ook de balie leidde en de naam 'stafhouder' op beide functies betrekking had.
De naam 'stafhouder' werd overgenomen bij de heroprichting van de balies in 1810, volgens de voorschriften van Napoleon. De Franse tradities en namen werden hernomen en kwamen hierdoor ook in de Zuidelijke Nederlanden in voege.

## Heden
Er zijn in België 29 balies, die elk hun eigen stafhouder hebben: een voor elk van de 27 voormalige gerechtelijke arrondissementen, waarbij er in Brussel een ontdubbeling is omdat daar zowel een Nederlandstalige als een Franstalige balie bestaat. Er bestaat bovendien ook nog een balie van de Advocaten bij het Hof van Cassatie, met een eigen stafhouder.
Daarnaast bestaat er een Voorzitter van de Orde van Vlaamse balies en een Voorzitter van de Orde van Franstalige en Duitstalige balies (Ordre des Barreaux Francophones et Germanophone (OBFG), thans ook gekend als "avocats.be"). Zij behoren niet tot de stafhouders.
De verkiezing van een stafhouder gebeurt door alle leden-advocaten van een bepaalde balie. Hij of zij wordt verkozen voor één jaar, eenmaal met een jaar verlengbaar. Het is gebruikelijk dat de verlenging van één naar twee jaar zonder effectieve stemming wordt toegestaan, zodat in de praktijk alle stafhouders een ambtstermijn van twee jaar hebben. De stafhouder roept de algemene vergadering van advocaten en de raad van de orde bijeen en zit de bijeenkomsten voor.
De aftredende stafhouder blijft als pro-stafhouder in de Raad van de Orde zetelen. Samen met de stafhouder wordt ook reeds een vice-stafhouder verkozen, die nadien in vele gevallen tot zijn opvolger wordt verkozen.
De stafhouder wordt in Nederland de deken genoemd.